# Marko Dabrović
Marko Dabrović je bivši hrvatski vaterpolist i državni reprezentativac. 
Igrao je za dubrovački VK Jug od osnutka 1920-ih godina. Osvojio je nekoliko naslova državnog prvaka.
Igrao je u prvom povijesnom sastavu jugoslavenske reprezentacije na 1. slavenskom prvenstvu 1927. godine u Beogradu, no ne i na EP u Bologni iste godine.